# Ohod Medina
L'Ohod Medina (in lingua araba  أحد لل) è una società professionista di basket con sede nella città di Medina, in Arabia Saudita, che milita nella massima categoria nazionale, la Saudi Basketball League.

## Storia
La società è stata fondata nel 1939 con il nome di Ohod Medina, la squadra è quella che ha ottenuto più successi nella Saudi Basketball League, torneo che ha vinto per ben 20 volte, affermandosi nel corso degli anni come una delle principali potenze del campionato; oltre alle vittorie in campionato, nella bacheca dei trofei dell'Ohod si trovano anche 16 edizioni della Prince Faisal Basketball Cup, 3 della Saudi Alnokhbah Championship ed 1 della Saudi basketball Super Cup. In campo internazionale la squadra è riuscita a vincere ben 5 volte la Basketball Gulf Champions Cup.
Il periodo di maggior successo per la squadra è arrivato negli anni ottanta, infatti la squadra dopo aver vinto per la prima volta la Saudi Basketball League nella stagione 1978-1979 mantenne il titolo nazionale per le successive dieci stagioni fino a quella 1988-1989, stabilendo il record per il maggior numero di titoli vinti consecutivamente nella storia del campionato. L'Ohod ha continuato a vincere in alcune occasioni il titolo nazionale anche durante gli anni novanta e gli anni duemila, anche se non è riuscita a mantenere il dominio sulla lega come in precedenza. 
Nella stagione 2017-2018 l'Ohod, dopo aver concluso al secondo posto la stagione regolare della Saudi Basketball League, superò le semifinali play-off contro l'Al-Nassr e, trascinata dalla guardia statunitense Shane Rector, si impose anche nella finale contro l'Al-Fateh, con il risultato di 72-69, aggiudicandosi il diciottesimo titolo della loro storia. La stagione successiva, la squadra che in questa occasione aveva terminato al primo posto la stagione regolare, giunse nuovamente alle finali dove affrontò, come nell'edizione precedente, l'Al-Fateh, in una serie al meglio delle tre partite in cui l'Ohod si impose in entrambi i match giocati, con i punteggi di 101-97 e 101-83, mantenendo così il titolo nazionale. Al termine della stagione 2019-2020, l'Ohud raggiunse nuovamente le finali, con l'intenzione di difendere nuovamente il titolo, dove affrontò l'Al-Ahli Gedda, che venne sconfitto in entrambe le sfide giocate consegnando per il terzo anno consecutivo il trofeo della Saudi Basketball League. 
La vittoria della stagione 2019-2020 segnò il raggiungimento del ventesimo titolo nazionale nella storia del club, ed attualmente rappresenta anche l'ultima vittoria dell'Ohud nella Saudi Basketball League.
Nel maggio del 2015 il giocatore dell'Ohod, Abdulmohsen Khalaf Al Muwallad, è stato premiato dalla Guinness World Records, per essere diventato il Giocatore di basket professionista più anziano del mondo all'età di 51 anni, 335 giorni nella sua ultima partita tenutasi il 22 maggio 2015. Al Muwallad, nato a Medina nel 1963, ha trascorso ben 36 anni nel basket tra il 1979 e il 2015, giocando sempre con la maglia dell'Ohod, con cui ha vinto 15 Saudi Basketball League, 14 Prince Faisal Basketball Cup, 3 Saudi Alnokhbah Championship, 4 Basketball Gulf Champions Cup ed un terzo posto nel Arab Club Basketball Championship del 1987.

## Palmarès

### Titolo Nazionali
- Saudi Basketball League (20):
  - Campioni: 1978-1979, 1979-1980, 1980-1981, 1981-1982, 1983-1984, 1984-1985, 1985-1986, 1986-1987, 1987-1988, 1988-1989, 1990-1991, 1994-1995, 2001-2002, 2002-2003, 2011-2012, 2014-2015, 2017-2018, 2018-2019, 2019-2020

- Saudi Alnokhbah Championship (3):
  - Campioni: 1998, 2003, 2010

- Prince Faisal Basketball Cup (16):
  - Campioni: 1979, 1980, 1981, 1982, 1983, 1984, 1985, 1987, 1988, 1990, 1991, 1992, 1998, 2014, 2018, 2019

- Saudi basketball Super Cup (1):
  - Campioni: 2019

### Titolo Internazionali
- Basketball Gulf Champions Cup (5):
  - Campioni: 1980, 1984, 1986, 1987, 1993

## Roster attuale
Il roster per la stagione 2024-2025 
|    | Naz.                      | Ruolo | Sportivo             | Anno | Alt. | Peso |  |
| -- | ------------------------- | ----- | -------------------- | ---- | ---- | ---- |  |
| 0  | Arabia Saudita (bandiera) | PG    | Osama Al-Zahrani     | 2002 |      |      |  |
| 1  | Arabia Saudita (bandiera) | AP    | Majed Al-Shanqiti    | 2004 |      |      |  |
| 2  | Arabia Saudita (bandiera) | C     | Yazan Al-Hawosawi    | 1991 | 204  | 100  |  |
| 6  | Arabia Saudita (bandiera) | G     | Mohammad Altasan     | 2001 | 166  | 65   |  |
| 7  | Arabia Saudita (bandiera) | G     | Abdulaziz Alalawi    | 2002 |      |      |  |
| 8  | Arabia Saudita (bandiera) | PG    | Fahad Belal          | 1991 | 181  | 78   |  |
| 9  | Arabia Saudita (bandiera) | AP    | Mohammad Saleh       | 1999 | 184  | 80   |  |
| 10 | Arabia Saudita (bandiera) | AG    | Mohammed Alhawsawi   | 2002 |      |      |  |
| 12 | Stati Uniti (bandiera)    | C     | Fuquan Niles         | 1995 | 211  | 105  |  |
| 13 | Arabia Saudita (bandiera) | AP    | Ahmed Almukhtar      | 1993 | 191  | 88   |  |
| 15 | Iraq (bandiera)           | C     | Ahmed Obaidi         | 1998 | 207  | 102  |  |
| 16 | Arabia Saudita (bandiera) | AP    | Abdulrahman Fallatah | 2004 |      |      |  |
| 19 | Stati Uniti (bandiera)    | PG    | Kenny Hayes          | 1987 | 188  | 79   |  |
| 23 | Serbia (bandiera)         | AG    | Aleksandar Mitrović  | 1990 | 201  | 100  |  |

### Staff tecnico
| Ruolo           | Nome              |
| --------------- | ----------------- |
| Capo Allenatore | Abdulrahim Akthar |